# 東神田
東神田（ひがしかんだ）は、東京都千代田区の町名。現行行政地名は東神田一丁目から三丁目。住居表示実施済み区域である。

## 地理
千代田区の北東部に位置し、神田地域に属する。町域北部は、JR総武線の線路に接し台東区浅草橋四丁目に接する。東部は台東区浅草橋一丁目・中央区日本橋馬喰町にそれぞれに接する。南部は中央区日本橋小伝馬町に接する。西部は、千代田区岩本町に接する。二丁目と三丁目の間を神田川が流れている。
東神田は、商業地としての性質が強い。「神田金物通り」という名の通りもある。岩本町や日本橋馬喰町などに近接し、一丁目付近を中心に繊維問屋や関連企業が見られることでも知られる。南部の東神田一丁目は、靖国通りより南の区域に当たり、繊維関連の企業が集中している。中部の東神田二丁目は靖国通りの北、神田川の南に挟まれた区域である。北部の東神田三丁目は神田川の北、JR線の線路の間の区域に当たる。東神田全体に高層建造物が多く見られる。

## 歴史
東神田一丁目は、かつて神田橋本町と呼ばれ、非人系部落があったが、1881年の松枝大火で全焼。以後、被災者たちの現地立入りは当局によって禁じられ、1902年の立ち退き命令を最後に、鞣し業に従事していた部落民たちは荒川区の三ノ輪付近や墨田区の木下川地区に移転を余儀なくされた。三ノ輪付近からはさらに荒川八丁目や木下川地区に移転し、今日に至る。

## 世帯数と人口
2025年（令和7年）3月1日現在（千代田区発表）の世帯数と人口は以下の通りである。
| 丁目         | 世帯数    | 人口    |
| ------------ | --------- | ------- |
| 東神田一丁目 | 1,214世帯 | 1,791人 |
| 東神田二丁目 | 922世帯   | 1,237人 |
| 東神田三丁目 | 533世帯   | 917人   |
| 計           | 2,669世帯 | 3,945人 |

### 人口の変遷
国勢調査による人口の推移。
| 年                 | 人口  |
| ------------------ | ----- |
| 1995年（平成7年）  | 949   |
| 2000年（平成12年） | 1,012 |
| 2005年（平成17年） | 1,335 |
| 2010年（平成22年） | 1,896 |
| 2015年（平成27年） | 2,749 |
| 2020年（令和2年）  | 3,650 |

### 世帯数の変遷
国勢調査による世帯数の推移。
| 年                 | 世帯数 |
| ------------------ | ------ |
| 1995年（平成7年）  | 406    |
| 2000年（平成12年） | 451    |
| 2005年（平成17年） | 721    |
| 2010年（平成22年） | 1,180  |
| 2015年（平成27年） | 1,822  |
| 2020年（令和2年）  | 2,320  |

## 学区
区立小・中学校に通う場合、学区は以下の通りとなる（2017年8月現在）。なお、千代田区の中学校では学校選択制度を導入しており、区内全域から選択することが可能。
- 区域 : 一丁目、二丁目、三丁目　各全域
  - 小学校 : 千代田区立和泉小学校
  - 中学校 : 千代田区立麹町中学校 または 千代田区立神田一橋中学校

## 交通
町域内を東西に靖国通りが通っている。また南北に清洲橋通りが通っている。町域東端沿いには左衛門橋通りが通っている。また二丁目に柳原通り・馬二仲通りが通っている。一丁目には、神田金物通りが通っている。
鉄道駅として東神田には三丁目の北東部に総武線・浅草橋駅の西口の出口がある。他に一丁目・二丁目方面には、総武快速線・馬喰町駅、都営新宿線・馬喰横山駅、その連絡駅でもある都営浅草線・東日本橋駅などが利用できる。町域西部では、隣の都営新宿線・岩本町駅も利用可能である。

## 事業所
2021年（令和3年）現在の経済センサス調査による事業所数と従業員数は以下の通りである。
| 丁目         | 事業所数  | 従業員数 |
| ------------ | --------- | -------- |
| 東神田一丁目 | 224事業所 | 2,770人  |
| 東神田二丁目 | 223事業所 | 5,803人  |
| 東神田三丁目 | 130事業所 | 1,004人  |
| 計           | 577事業所 | 9,577人  |

### 事業者数の変遷
経済センサスによる事業所数の推移。
| 年                 | 事業者数 |
| ------------------ | -------- |
| 2016年（平成28年） | 516      |
| 2021年（令和3年）  | 577      |

### 従業員数の変遷
経済センサスによる従業員数の推移。
| 年                 | 従業員数 |
| ------------------ | -------- |
| 2016年（平成28年） | 9,120    |
| 2021年（令和3年）  | 9,577    |

## 施設

### 東神田一丁目
- 東京都立一橋高等学校
- エトワール海渡
- 亀屋大和 - 老舗和菓子屋
- TRENDE 本社
- 吉田カバン 本社

### 東神田二丁目

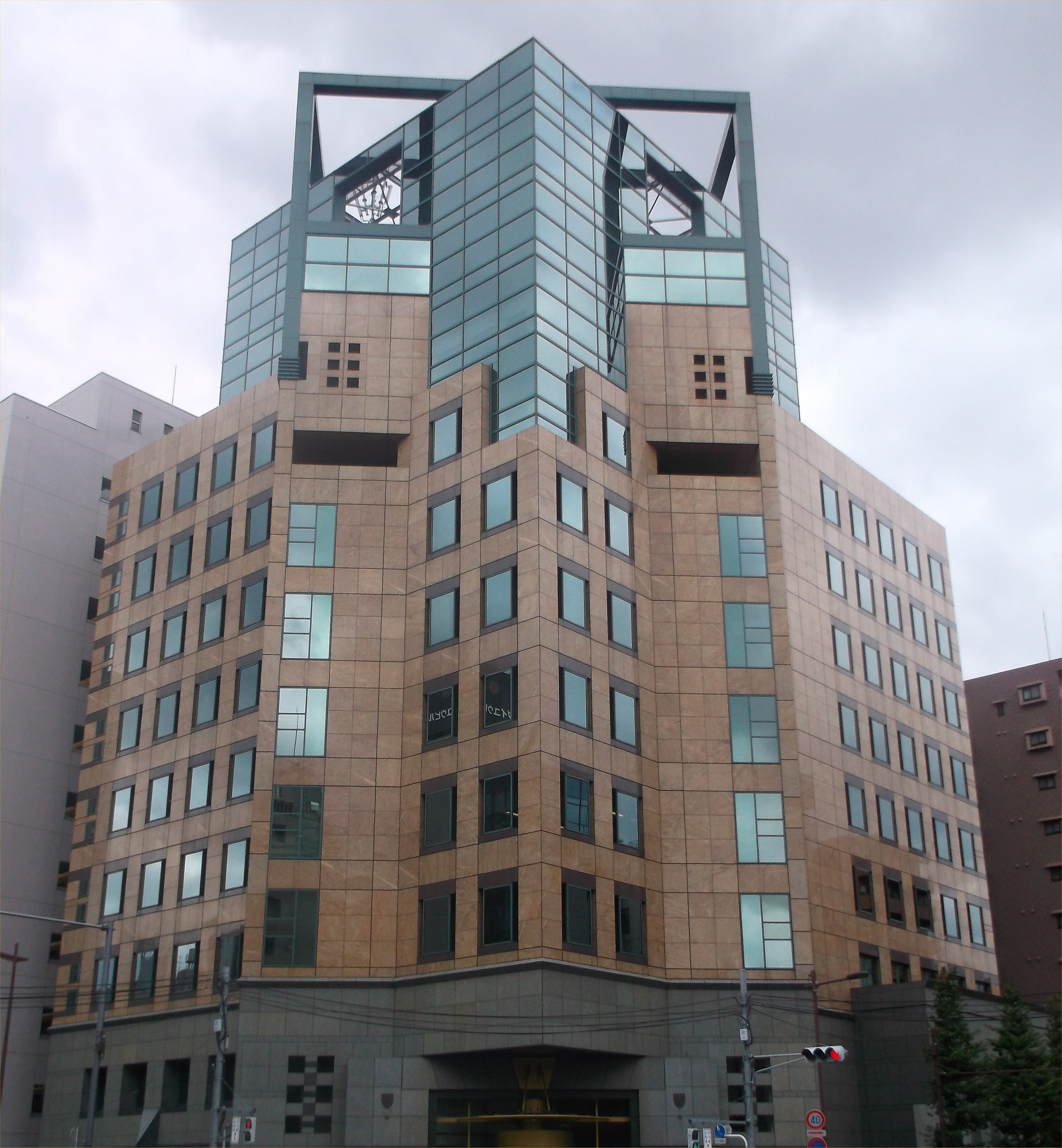
龍角散本社（龍角散ビル）

- 朝日信用金庫 本部 - 本店は台東区台東。
- 龍角散 本社（龍角散ビル） - 付近のランドマークとしても知られる。
- リョーサン 本社
- キングジム 本社
- 丸繁
- 協和日本ホールディングス 本社（ふわりぃランドセル）

### 東神田三丁目
- 轟産業

### 現存しない施設
- 東京都立小石川高等学校一橋分校

## 出身者
- 阪東妻三郎 - 俳優

## その他

### 日本郵便
- 郵便番号 : 101-0031[4]（集配局 : 神田郵便局[17]）。